# 義大利最美的村莊
義大利最美的村莊（義大利語：I borghi più belli d'Italia）是義大利的一個民間團體，由義大利的多個村莊組成。其目地是促進那些不在主要旅遊路線上的村莊的旅遊業發展，以防止這些村莊人口減少，避免這些村莊消失。這一活動開始於2001年3月。成立之初由100個村莊構成，現在增加至217個村莊。